# SsangYong Transstar
SsangYong Transtar – luksusowy autokar marki SsangYong. Wykorzystuje silniki i niektóre podzespoły koncernu Mercedes-Benz. Dostępne są trzy wersje wykończenia wnętrza: luksusowa, ekspresowa i turystyczna. Model ten jest szczególnie popularny w Korei Południowej i państwach postradzieckich. Nazwa Transstar pochodzi od angielskich słów „transportation” i „star” (komunikacja i gwiazda).